# کینزی کنر
کینزی کنر (انگلیسی: Kinzie Kenner؛ زاده ۲۲ ژوئیهٔ ۱۹۸۴) بازیگر پورنوگرافی اهل ایالات متحده آمریکا است.